# Leon Duray
Pour les articles homonymes, voir George Stewart, Stewart et Duray.
Leon Duray, dit The Flying Frenchman, né George Stewart le 30 avril 1894 à Cleveland (Ohio) et mort le 12 mai 1956 à San Bernardino, est un pilote automobile américain.

## Biographie
Il commence sa carrière sous son vrai nom sur le circuit des foires du Midwest. Il prend rapidement le pseudonyme de Leon Duray pour rendre hommage mais aussi entretenir la confusion avec le pilote franco-américain d'ascendance belge Arthur Duray, deuxième de l'Indy 500 en 1914 sur Peugeot L76, année où quatre francophones terminent aux quatre premières places de l'épreuve. Il finit par prendre légalement le nom de Leon Duray pour clarifier les choses et éviter les controverses.
Hormis quelques courses sur Frontenac en début de carrière, il court essentiellement sur Miller.
Entre 1925 et 1929, il établit à la suite des essais cinq départs consécutifs sur la première ligne à l'Indianapolis Motor Speedway, considérés comme les meilleurs classements de rang établis pour une telle période jusqu'en 1990, année où Rick Mears améliore cette série de qualifications pour l'Indy 500. Depuis, un seul autre coureur a réussi à s'intercaler entre les deux hommes.
A l'été 1929 , Leon Duray vient en Europe pour participer au Grand Prix de Monza en Italie qui va avoir lieu en septembre. Il est équipé de deux voitures Miller à traction avant. En Août il est à l'Autodrome de Linas-Montlhéry. Il y bat les records du monde des 5 kilomètres, 5 milles, 10 kilomètres, et dix milles pour les véhicules de la classe F (de 1100 à 1500 cm3). Le 25 Août,  il remporte le kilomètre lancé d'Arpajon et y établit un record du monde de cette distance pour la classe F.  
Le 15 septembre, il participe au Grand Prix de Monza où il se fait connaitre sous le nom de « Diable Noir » en raison de la couleur de sa combinaison et de son attitude théâtrale. Il paraît capable de remporter sa manche qualificative mais sa machine tombe en panne et il ne sera pas classé. A l'issue de la course, ses deux voitures sont achetées par Ettore Bugatti qui souhaite les expertiser. Ces machines restent en Europe jusqu'en 1958, date à laquelle Griffith Borgeson les rachète et les ramène aux Etats-Unis.
Il revient en Europe en 1932 avec Wilbur Shaw et toujours une Miller, mais cette fois-ci il ne court qu'à Monza, et sa voiture peu performante ne lui permet pas de marquer les esprits.

## Résultats aux 500 miles d'Indianapolis
- 2 pole positions, en 1925 et 1928, sur Miller.

## Principales victoires en championnat «Racing car AAA»
(participation de 1922 à 1931, avec 50 départs: 4 victoires pour 9 podiums -12 « top 5 »-, ainsi que 7 pole positions)
- 1925: Culver City race 1;
- 1926: Rockingham race 4;
- 1926: Charlotte race 9;
- 1927: Culver City.